# Liste des souverains de Mecklembourg

Les armoiries du Mecklembourg propre. Elles sont composées avec celles des autres domaines dans les armoiries des duchés et grands-duchés successifs.

Le Mecklembourg est une monarchie gouvernée par la maison de Mecklembourg jusqu'en 1918. Il trouve ses origines dans la société tribale slave des Abodrites, qui peuple la région à l'est de la Nordalbingie, partie nord du duché de Saxe, jusqu'au moment de l'arrivée des colons germaniques au XIIe siècle. À partir de leur château de Mecklenburg (Mikelenburg), les princes de la lignée de Nakonides règnent sur la région. 
Après la mort du prince Henri en 1127, la confédération des Abodrites commença à se désintégrer. Pendant une courte période, le prince danois Knud Lavard règne sur le pays qu'il reçoit en fief des mains de Lothaire III, roi des Romains. À la suite de son assassination en 1131, le prince Niklot est apparu comme prince des Abodrites, aux côtés du neveu de Henri, Pribislav de Wagrie. Niklot est tué dans la lutte contre son seigneur féodal, le duc saxon Henri le Lion, en 1160. Son fils Pribislav Ier se réconcilia avec Henri et en 1167 et recouvra l'héritage de son père en tant que vassal de Saxe. Tous les souverains de la maison de Mecklembourg sont issus en ligne directe d'eux. En 1348, le prince Albert II reçoit le statut officiel de l'immédiateté impériale et devient le premier duc (Herzog) de Mecklembourg.
En 1234 déjà, le pays est scindé en plusieurs seigneuries, dont Werle, Parchim et Rostock. Au fil des siècles, le Mecklembourg connaît plusieurs partages, donnant lieu à la création des duchés de Mecklembourg-Güstrow, Mecklembourg-Schwerin, Mecklembourg-Stargard et Mecklembourg-Strelitz. Néanmoins, dans la juridiction du Saint-Empire romain, l'État a persité à part entière et les souverains portent le même titre ducal. Par résolution du congrès de Vienne, en 1815, les duchés souverains de Mecklembourg-Schwerin et Mecklembourg-Strelitz sont élevés au rang de granda-duchés. Ils disparaissent à la fin de la Première Guerre mondiale, en 1918, comme les autres États princiers de l'Empire allemand.

## Princes des Obodrites puis de Mecklembourg (1131-1348)
| Portrait         | Nom                                        | Règne       | Notes                                                                                            |
| ---------------- | ------------------------------------------ | ----------- | ------------------------------------------------------------------------------------------------ |
|                  | Niklot (vers 1100 – août 1160)             | 1131 – 1160 | - Prince souverain des Abodrites, vassal de Henri le Lion, duc de Saxe. - Mort au combat.        |
|                  | Vratislav (mort en 1164)                   | 1160 – 1163 | - Fils du prince Niklot. - Mort executé par Henri le Lion.                                       |
|                  | Pribislav (mort le 30 décembre 1178)       | 1167 – 1178 | - Fils du prince Niklot. - Premier seigneur du Mecklembourg.                                     |
| Henri Borwin Ier | Henri Borwin Ier (mort le 28 janvier 1227) | 1178 – 1219 | - Fils du prince Pribislav.                                                                      |
| Nicolas Ier      | Nicolas Ier (mort le 25 mai 1200)          | 1183 – 1200 | - Fils du prince Vratislav.                                                                      |
|                  | Nicolas II (mort le 28 septembre 1225)     | 1217 – 1225 | - Fils du prince Henri Borwin Ier. - Seigneur de Gadebusch.                                      |
| Henri Borwin II  | Henri Borwin II (1170 – 5 décembre 1226)   | 1219 – 1226 | - Fils du prince Henri Borwin Ier. - Après sa mort, ses quatre fils se partagent la principauté. |

### Lignée de Mecklembourg (1227-1348)
| Portrait | Nom                                                  | Règne       | Notes |
| -------- | ---------------------------------------------------- | ----------- | --- |
|          | Jean Ier « le Théologien » (mort le 1er août 1264)   | 1227 – 1264 | - Fils aîné du prince Henri Borwin II et de Sophie de Suède. - Lors du partage de 1234, il reçoit la seigneurie de Mecklembourg. |
|          | Henri Ier « le Pèlerin » (mort le 2 janvier 1302)    | 1264 – 1271 | - Fils du prince Jean Ier et de Luitgarde de Henneberg. - Il abdique en 1271 pour se rendre en pèlerinage à Jérusalem.           |
|          | Albert Ier (mort le 15 ou le 17 mai 1265)            | 1264 – 1265 | - Fils du prince Jean Ier et de Luitgarde de Henneberg.                                                                          |
|          | Nicolas III (mort le 8 juin 1289 ou 1290)            | 1264 – 1289 | - Fils du prince Jean Ier et de Luitgarde de Henneberg.                                                                          |
|          | Jean II (mort le 12 octobre 1299)                    | 1264 – 1299 | - Fils du prince Jean Ier et de Luitgarde de Henneberg.                                                                          |
|          | Jean III (mort le 27 mai 1289)                       | 1287 – 1289 | - Fils du prince Henri Ier et d'Anastasie de Poméranie. - Il règne avec son frère Henri II.                                      |
|          | Henri II « le Lion » (mort le 21 janvier 1329)       | 1287 – 1329 | - Fils du prince Henri Ier et d'Anastasie de Poméranie. - Il règne avec son frère Jean III jusqu'à sa mort, puis seul.           |
|          | Henri Ier « le Pèlerin » (mort le 2 janvier 1302)    | 1298 – 1302 | - Il reprend le pouvoir à son retour dans ses États et règne avec son fils Henri II.                                             |
|          | Albert II « le Grand » (vers 1318 – 18 février 1379) | 1329 – 1348 | - Fils aîné du prince Henri II et d'Anne de Saxe-Wittemberg. - Il est élevé à la dignité ducale en 1348.                         |
|          | Jean Ier (1326 – 9 août 1392/9 février 1393)         | 1342 – 1348 | - Deuxième fils du prince Henri II et d'Anne de Saxe-Wittemberg. - Il est élevé à la dignité ducale en 1348.                     |

### Lignée de Werle (1227-1436)
| Portrait | Nom                                                     | Règne            | Notes |
| -------- | ------------------------------------------------------- | ---------------- | --- |
|          | Nicolas Ier (mort le 14 mai 1277)                       | 1227 – 1277      | - Deuxième fils du prince Henri Borwin II et de Sophie de Suède. - Lors du partage de 1234, il reçoit la seigneurie de Werle. - Après sa mort, ses trois fils se partagent la seigneurie.                                           |
|          | Bernard Ier (mort vers 1286)                            | 1277 – 1286      | - Fils du prince Nicolas Ier et de Jutta d'Anhalt. - Lors du partage de 1281, il reçoit Prisannewitz. - Mort sans laisser d'enfants.                                                                                                |
|          | Henri Ier (mort le 8 octobre 1291)                      | 1277 – 1291      | - Fils du prince Nicolas Ier et de Jutta d'Anhalt. - Lors du partage de 1281, il reçoit Güstrow. - Assassiné. |
|          | Jean Ier (mort le 15 octobre 1283)                      | 1277 – 1283      | - Fils du prince Nicolas Ier et de Jutta d'Anhalt. - Lors du partage de 1281, il reçoit Parchim. |
|          | Nicolas II (mort le 18 février 1316)                    | 1283 – 1316      | - Fils du prince Jean Ier et de Sophie de Lindow-Ruppin. - Il est seigneur de Werle. |
|          | Jean II « le Chauve » (mort le 27 août 1337)            | 1309 – 1337      | - Fils du prince Jean Ier et de Sophie de Lindow-Ruppin. - Il règne sur Werle avec son frère Nicolas II de 1309 à 1316. - Après la mort de Nicolas, il procède à un partage avec son fils et héritier Jean III et conserve Güstrow. |
|          | Jean III « van Ruoden » (mort en 1352)                  | 1316 – 1350      | - Fils du prince Nicolas II et de Richeza de Danemark. - Il partage la seigneurie de Werle avec son oncle Jean II et conserve Goldberg. - Après sa mort, ses fils se partagent la seigneurie à nouveau.                             |
|          | Nicolas III « Staveleke » (mort vers 1360)              | 1337 – 1360      | - Fils du prince Jean II et de Mathilde de Brunswick-Grubenhagen. - Lors du partage de 1347, il conserve Güstrow. |
|          | Bernard II (mort en 1382)                               | 1339 – 1382      | - Fils du prince Jean II et de Mathilde de Brunswick-Grubenhagen. - Lors du partage de 1347, il obtient Waren. |
|          | Nicolas IV « Poogenoge » (mort vers 1360)               | 1350 – 1354      | - Fils du prince Jean III et de Mathilde de Poméranie. - Il est seigneur de Goldberg. |
|          | Laurent (mort en 1393/4)                                | 1360 – 1393      | - Fils du prince Nicolas III et d'Agnès de Mecklembourg. - Il est seigneur de Güstrow. |
|          | Jean V (mort en 1378)                                   | 1365 – 1378      | - Fils du prince Nicolas III et d'Agnès de Mecklembourg. - Il règne sur Güstrow avec son frère Laurent. |
|          | Jean VI (mort après le 16 octobre 1385)                 | 1382 – 1385/1395 | - Fils du prince Bernard II et d'Élisabeth de Holstein-Plön. - Il est seigneur de Waren. |
|          | Jean IV (mort en 1374)                                  | 1354 – 1374      | - Fils du prince Nicolas IV et d'Agnès de Lindow-Ruppin. - Il est seigneur de Goldberg. - Mort sans laisser d'enfants. Goldberg revient à son cousin Bernard II de Werle-Waren.                                                     |
|          | Balthazar (mort le 5 avril 1421)                        | 1393 – 1421      | - Fils du prince Laurent et de Mathilde de Werle-Goldberg. - Il règne sur Güstrow avec ses frères Jean VII et Guillaume. - Mort sans laisser d'enfants.                                                                             |
|          | Jean VII (mort entre le 14 août et le 17 décembre 1414) | 1395 – 1414      | - Fils du prince Laurent et de Mathilde de Werle-Goldberg. - Il règne sur Güstrow avec ses frères Balthazar et Guillaume. - Mort sans laisser d'enfants.                                                                            |
|          | Guillaume (mort le 8 septembre 1436)                    | 1395 – 1436      | - Fils du prince Laurent et de Mathilde de Werle-Goldberg. - Il règne sur Güstrow avec ses frères Jean VII et Balthazar. - Mort sans laisser d'enfants. Dernier représentant de la branche de Werle.                                |
|          | Nicolas V (mort après le 21 janvier 1408)               | 1385/1395 – 1408 | - Fils du prince Jean VI et d'Agnès de Werle-Goldberg. - Il règne sur Waren avec son frère Christophe. - Mort sans laisser d'enfants.                                                                                               |
|          | Christophe (mort le 25 août 1425)                       | 1385/1395 – 1425 | - Fils du prince Jean VI et d'Agnès de Werle-Goldberg. - Il règne sur Waren avec son frère Nicolas V. - Mort sans laisser d'enfants. Waren et Goldberg reviennent à son cousin Guillaume.                                           |

### Lignée de Rostock (1227-1323)
| Portrait | Nom                                             | Règne       | Notes |
| -------- | ----------------------------------------------- | ----------- | --- |
|          | Henri Borwin III (mort le 1er août 1278)        | 1227 – 1277 | - Troisième fils du prince Henri Borwin II et de Sophie de Suède. - Lors du partage de 1234, il reçoit la seigneurie de Rostock.      |
|          | Valdemar (mort le 9 novembre 1282)              | 1277 – 1282 | - Deuxième fils du prince Henri Borwin III et de Sophie de Suède.                                                                     |
|          | Nicolas « l'Enfant » (mort le 25 novembre 1314) | 1282 – 1314 | - Fils du prince Valdemar et d'Agnès de Holstein-Kiel. - Mort sans laisser de fils. La seigneurie de Rostock revient au Mecklembourg. |

### Lignée de Parchim-Richenberg (1227-1256)
| Portrait | Nom                                             | Règne       | Notes |
| -------- | ----------------------------------------------- | ----------- | --- |
|          | Pribislav Ier (1224 – après le 12 février 1275) | 1227 – 1256 | - Quatrième fils du prince Henri Borwin II et de Sophie de Suède. - Lors du partage de 1234, il reçoit la seigneurie de Parchim. - Son frère aîné Jean Ier en assure la régence jusqu'en 1238. - Il est déposé en 1256 par l'évêque Rodolphe de Schwerin et ses terres sont partagées entre ses frères. |

## Ducs de Mecklembourg (1348-1701)

### Première et deuxième lignées de Mecklembourg-Schwerin
| Portrait             | Nom                                                         | Règne       | Notes |
| -------------------- | ----------------------------------------------------------- | ----------- | --- |
| Albert II            | Albert II « le Grand » (1318 – 18 février 1379)             | 1348 – 1379 | - Fils aîné du prince Henri II et d'Anne de Saxe-Wittemberg. - Il est élevé à la dignité ducale en 1348. |
|                      | Jean Ier (1326 – 9 août 1392/9 février 1393)                | 1348 – 1352 | - Deuxième fils du prince Henri II et d'Anne de Saxe-Wittemberg. - Il est élevé à la dignité ducale en 1348. - Il reçoit Stargard en 1352. |
|                      | Henri III (vers 1337 – 24 avril 1383)                       | 1379 – 1383 | - Fils aîné du duc Albert II et d'Euphémie de Suède. |
| Magnus Ier           | Magnus Ier (vers 1345 – 1er septembre 1384)                 | 1383 – 1384 | - Troisième fils du duc Albert II et d'Euphémie de Suède. - Il règne avec son neveu Albert IV. |
| Albert IV            | Albert IV (avant 1363 – entre le 24 et le 31 décembre 1388) | 1383 – 1388 | - Seul fils du duc Henri III et d'Ingeborg de Danemark. - Mort sans laisser d'enfants. |
|                      | Jean IV (vers 1370 – 16 octobre 1422)                       | 1384 – 1422 | - Seul fils du duc Magnus Ier et d'Élisabeth de Poméranie-Wolgast. - Il règne avec Albert III, puis avec Albert V. |
| Albert III           | Albert III (vers 1338 – mars 1412)                          | 1395 – 1412 | - Deuxième fils du duc Albert II et d'Euphémie de Suède. - Roi de Suède de 1364 à 1389. - Il règne avec Jean IV. |
|                      | Éric (après 1359 – 26 juillet 1397)                         | ? – 1397    | - Seul fils du duc Albert III et de sa première épouse Richardis de Schwerin. - Il règne avec son père, mais meurt avant lui. - Mort sans laisser d'enfants.                                                                                                |
|                      | Albert V (1397 – entre le 1er juin et le 6 décembre 1423)   | 1412 – 1423 | - Deuxième fils du duc Albert III et de sa deuxième épouse Agnès de Brunswick. - Il règne avec Jean IV. - Mort sans laisser d'enfants. |
| Henri IV             | Henri IV « le Gros » (avant 1417 – 9 mars 1477)             | 1422 – 1477 | - Fils du duc Jean IV. - Il règne avec son neveu Jean V et son fils Jean VI. |
|                      | Jean V (1418 – 1442)                                        | ? – 1442    | - Fils du duc Jean IV. - Il règne avec son père et son oncle Henri IV, mais meurt avant ce dernier. - Mort sans laisser d'enfants. |
|                      | Jean VI (1439 – 1474)                                       | ? – 1474    | - Fils aîné du duc Henri IV et de Dorothée de Brandebourg. - Il règne avec son père, mais meurt avant lui. - Mort sans laisser d'enfants. |
|                      | Albert VI (1438 – avant le 27 avril 1483)                   | 1477 – 1483 | - Deuxième fils du duc Henri IV et de Dorothée de Brandebourg. - Il règne avec ses frères Magnus II et Balthazar. - Mort sans laisser d'enfants. |
| Magnus II            | Magnus II (1441 – 20 novembre 1503)                         | 1477 – 1503 | - Troisième fils du duc Henri IV et de Dorothée de Brandebourg. - Il règne avec ses frères Albert VI et Balthazar. |
|                      | Balthazar (1451 – 16 mars 1507)                             | 1477 – 1507 | - Quatrième fils du duc Henri IV et de Dorothée de Brandebourg. - Il règne avec ses frères aînés Albert VI et Magnus II. - Mort sans laisser d'enfants. |
| Henri V              | Henri V « le Pacifique » (3 mai 1479 – 6 février 1552)      | 1503 – 1552 | - Fils aîné du duc Magnus II et de Sophie de Poméranie-Stettin. - Il règne avec ses frères cadets Éric II et Albert VII. |
|                      | Éric II (3 septembre 1483 – 22 décembre 1508)               | 1503 – 1508 | - Deuxième fils du duc Magnus II et de Sophie de Poméranie-Stettin. - Il règne avec ses frères Henri V et Albert VII. |
| Albert VII           | Albert VII (25 juillet 1486 – 7 janvier 1547)               | 1503 – 1520 | - Troisième fils du duc Magnus II de Mecklembourg-Schwerin et de Sophie de Poméranie. - Il règne avec ses frères aînés Henri V et Éric II. - Il obtient le duché de Mecklembourg-Güstrow en 1520.                                                           |
|                      | Philippe (12 septembre 1514 – 4 janvier 1557)               | 1552 – 1557 | - Deuxième fils du duc Henri V et de sa seconde épouse Hélène du Palatinat. - Mort sans laisser d'enfants. |
| Jean-Albert Ier      | Jean-Albert Ier (23 décembre 1525 – 12 février 1576)        | 1556 – 1576 | - Fils aîné du duc Albert VII de Mecklembourg-Güstrow et d'Anne de Brandebourg. - Il est duc de Mecklembourg-Güstrow jusqu'en 1556. - Un compromis lui permet d'hériter du duché de Mecklembourg-Schwerin en laissant Güstrow à son frère cadet Ulrich III. |
|                      | Jean VII (7 mars 1558 – 22 mars 1592)                       | 1576 – 1592 | - Seul fils survivant du duc Jean-Albert Ier et d'Anne-Sophie de Prusse. |
| Adolphe-Frédéric Ier | Adolphe-Frédéric Ier (15 décembre 1588 – 27 février 1658)   | 1592 – 1628 | - Fils aîné du duc Jean VII et de Sophie de Holstein-Gottorp. - L'empereur Ferdinand II confisque son fief en 1628 pour son soutien aux Danois durant la guerre de Trente Ans.                                                                              |
| Albert VIII          | Albert VIII (24 septembre 1583 – 25 février 1634)           | 1628 – 1631 | - Albrecht von Wallenstein, condottiere d'origine tchèque, commande les armées impériales au début de la guerre de Trente Ans. - L'empereur Ferdinand II le récompense en lui confiant les duchés de Mecklembourg.                                          |
| Adolphe-Frédéric Ier | Adolphe-Frédéric Ier (15 décembre 1588 – 27 février 1658)   | 1631 – 1658 | - Il est rétabli sur le trône par les armées suédoises. |
| Christian-Louis Ier  | Christian-Louis Ier (1er décembre 1623 – 11/21 juin 1692)   | 1658 – 1692 | - Fils aîné du duc Adolphe-Frédéric Ier et d'Anne-Marie de Frise orientale. - Mort sans laisser d'enfants. |

### Lignée de Mecklembourg-Stargard (1352-1471)
| Portrait | Nom                                                            | Règne       | Notes |
| -------- | -------------------------------------------------------------- | ----------- | --- |
|          | Jean Ier (1326 – 9 août 1392/9 février 1393)                   | 1352 – 1392 | - Troisième et dernier fils d'Henri II et d'Anne de Saxe-Wittemberg. - Il est élevé à la dignité ducale en 1348. - Ses trois fils lui succèdent ensemble à sa mort, puis se partagent le duché en 1408. |
|          | Jean II (mort entre le 6 juillet et le 9 octobre 1416)         | 1392 – 1416 | - Fils aîné du duc Jean Ier et de sa troisième épouse Agnès de Lindow-Ruppin. - Après le partage de 1408, il conserve Sternberg, Friedland, Fürstenberg et Lychen.                                      |
|          | Ulrich Ier (mort le 8 avril 1417)                              | 1392 – 1417 | - Deuxième fils du duc Jean Ier et de sa troisième épouse Agnès de Lindow-Ruppin. - Après le partage de 1408, il conserve Neubrandenburg, Stargard, Strelitz et Wesenberg.                              |
|          | Albert Ier (mort entre le 11 février et le 15 juillet 1397)    | 1392 – 1397 | - Quatrième fils du duc Jean Ier et de sa troisième épouse Agnès de Lindow-Ruppin. - Mort sans laisser d'enfants.                                                                                       |
|          | Jean III (1389 – après le 11 novembre 1438)                    | 1416 – 1438 | - Seul fils du duc Jean II et de Catherine de Lituanie. - Mort sans laisser d'enfants. Son domaine revient à ses cousins Albert II et Henri.                                                            |
|          | Albert II (mort entre le 11 février 1421 et le 4 octobre 1423) | 1417 – 1423 | - Fils aîné du duc Ulrich Ier et de Marguerite de Poméranie-Stettin. - Mort sans laisser d'enfants. |
|          | Henri (mort entre le 26 mai et le 20 août 1466)                | 1417 – 1466 | - Deuxième fils du duc Ulrich Ier et de Marguerite de Poméranie-Stettin. |
|          | Ulrich II (mort le 13 juillet 1471)                            | 1466 – 1471 | - Seul fils du duc Henri et d'Ingeburge de Poméranie. - Mort sans laisser d'enfants. |

### Lignée de Mecklembourg-Güstrow (1520-1695)
| Portrait        | Nom                                                  | Règne       | Notes |
| --------------- | ---------------------------------------------------- | ----------- | --- |
| Albert VII      | Albert VII (25 juillet 1486 – 7 janvier 1547)        | 1520 – 1547 | - Troisième fils du duc Magnus II de Mecklembourg-Schwerin et de Sophie de Poméranie. |
| Jean-Albert Ier | Jean-Albert Ier (23 décembre 1525 – 12 février 1576) | 1547 – 1556 | - Aîné des fils survivants du duc Albert VII et d'Anne de Brandebourg. - Il cède le Mecklembourg-Güstrow à son frère cadet Ulrich pour devenir duc de Mecklembourg-Schwerin.                                                              |
| Ulrich III      | Ulrich III (5 mars 1527 – 14 mars 1603)              | 1555 – 1603 | - Frère cadet du duc Jean-Albert Ier. - Deuxième fils survivant du duc Albert VII et d'Anne de Brandebourg. - Il reçoit le Mecklembourg-Güstrow au terme d'un compromis avec son frère aîné. - Mort sans laisser de fils.                 |
| Charles Ier     | Charles Ier (28 décembre 1540 – 22 juillet 1610)     | 1603 – 1610 | - Huitième et dernier fils d'Albert VII et d'Anne de Brandebourg. - Mort sans laisser d'enfants. |
| Jean-Albert II  | Jean-Albert II (5 mai 1590 – 23 avril 1636)          | 1611 – 1628 | - Petit-neveu de Charles Ier. - Deuxième fils du duc Jean VII de Mecklembourg-Schwerin et de Sophie de Holstein-Gottorp. - L'empereur Ferdinand II confisque son fief en 1628 pour son soutien aux Danois durant la guerre de Trente Ans. |
| Albert VIII     | Albert VIII (24 septembre 1583 – 25 février 1634)    | 1628 – 1631 | - Albrecht von Wallenstein, condottiere d'origine tchèque, commande les armées impériales au début de la guerre de Trente Ans. - L'empereur Ferdinand II le récompense en lui confiant les duchés de Mecklembourg.                        |
| Jean-Albert II  | Jean-Albert II (5 mai 1590 – 23 avril 1636)          | 1631 – 1636 | - Il est rétabli sur le trône par les armées suédoises. |
| Gustave-Adolphe | Gustave-Adolphe (26 février 1633 – 6 octobre 1695)   | 1636 – 1695 | - Seul fils survivant du duc Jean-Albert II et de sa troisième épouse Éleonore-Marie d'Anhalt-Bernbourg. - Mort sans laisser d'héritier (son fils Charles meurt en 1688).                                                                 |

## Ducs et grands-ducs de Mecklembourg (1701-1918)

### Troisième lignée de Mecklembourg-Schwerin
| Portrait               | Nom                                                         | Règne       | Notes |
| ---------------------- | ----------------------------------------------------------- | ----------- | --- |
| Frédéric-Guillaume Ier | Frédéric-Guillaume (Ier) (26 mars 1675 – 31 juillet 1713)   | 1692 – 1713 | - Neveu du duc Christian-Louis Ier. - Fils aîné du prince Frédéric de Mecklembourg-Grabow et de Christine-Wilhelmine de Hesse-Hombourg. - Mort sans laisser d'enfants légitimes.                        |
| Charles-Léopold        | Charles-Léopold (26 novembre 1678 – 28 novembre 1747)       | 1713 – 1728 | - Frère cadet du duc Frédéric-Guillaume. - Deuxième fils du prince Frédéric de Mecklembourg-Grabow et de Christine-Wilhelmine de Hesse-Hombourg. - Déposé au profit de son frère cadet Christian-Louis. |
| Christian-Louis II     | Christian-Louis II (15 novembre 1683 – 30 mai 1756)         | 1728 – 1756 | - Frère cadet du duc Charles-Léopold. - Troisième fils du prince Frédéric de Mecklembourg-Grabow et de Christine-Wilhelmine de Hesse-Hombourg.                                                          |
| Frédéric II            | Frédéric II « le Pieux » (9 novembre 1717 – 24 avril 1785)  | 1756 – 1785 | - Fils aîné du duc Christian-Louis II et de Gustave-Caroline de Mecklembourg-Strelitz. |
| Frédéric-François Ier  | Frédéric-François Ier (10 décembre 1756 – 1er février 1837) | 1785 – 1837 | - Neveu du duc Frédéric II. - Fils du prince héritier Louis (1725-1778) et de Charlotte-Sophie de Saxe-Cobourg-Saalfeld. - Il est élevé à la dignité grand-ducale par le congrès de Vienne en 1815.     |
| Paul-Frédéric          | Paul-Frédéric (15 septembre 1800 – 7 mars 1842)             | 1837 – 1842 | - Petit-fils du grand-duc Frédéric-François Ier. - Fils du prince héritier Frédéric-Louis (1778-1819) et d'Helena Pavlovna.                                                                             |
| Frédéric-François II   | Frédéric-François II (28 février 1823 – 15 avril 1883)      | 1842 – 1883 | - Fils aîné du grand-duc Paul-Frédéric et d'Alexandrine de Prusse. |
| Frédéric-François III  | Frédéric-François III (19 mars 1851 – 10 avril 1897)        | 1883 – 1897 | - Fils aîné du grand-duc Frédéric-François II et d'Augusta Reuss de Köstritz. |
| Frédéric-François IV   | Frédéric-François IV (9 avril 1882 – 17 novembre 1945)      | 1897 – 1918 | - Seul fils du grand-duc Frédéric-François III et d'Anastasia Mikhaïlovna. - Son oncle Jean-Albert assure la régence jusqu'à sa majorité, le 9 avril 1901. - Il abdique le 14 novembre 1918.            |

### Lignée de Mecklembourg-Strelitz
| Portrait             | Nom                                                     | Règne       | Notes |
| -------------------- | ------------------------------------------------------- | ----------- | --- |
| Adolphe-Frédéric II  | Adolphe-Frédéric II (19 octobre 1658 – 12 mai 1708)     | 1701 – 1708 | - Sixième et dernier fils du duc Adolphe-Frédéric Ier et de sa deuxième épouse Marie-Catherine de Brunswick-Dannenberg. |
| Adolphe-Frédéric III | Adolphe-Frédéric III (7 juin 1686 – 11 décembre 1752)   | 1708 – 1752 | - Fils aîné du duc Adolphe-Frédéric II et de sa première épouse Marie de Mecklenburg-Güstrow. - Mort sans laisser d'enfants. |
| Adolphe-Frédéric IV  | Adolphe-Frédéric IV (5 mai 1738 – 2 juin 1794)          | 1752 – 1794 | - Neveu du duc Adolphe-Frédéric III. - Fils aîné du prince héritier Charles-Louis-Frédéric et d'Élisabeth-Albertine de Saxe-Hildburghausen. - Mort sans laisser d'enfants. |
| Charles II           | Charles II (10 octobre 1741 – 6 novembre 1816)          | 1794 – 1816 | - Frère cadet du duc Adolphe-Frédéric IV. - Deuxième fils du prince héritier Charles-Louis-Frédéric et d'Élisabeth-Albertine de Saxe-Hildburghausen. - Il est élevé à la dignité grand-ducale par le congrès de Vienne en 1815. |
| Georges              | Georges (12 août 1779 – 6 septembre 1860)               | 1816 – 1860 | - Seul fils survivant du grand-duc Charles II et de sa première épouse Frédérique de Hesse-Darmstadt. |
| Frédéric-Guillaume   | Frédéric-Guillaume (II) (17 octobre 1819 – 30 mai 1904) | 1860 – 1904 | - Fils aîné du grand-duc Georges et de Marie de Hesse. |
| Adolphe-Frédéric V   | Adolphe-Frédéric V (22 juillet 1848 – 11 juin 1914)     | 1904 – 1914 | - Seul fils survivant du duc Frédéric-Guillaume et d'Augusta de Cambridge. |
| Adolphe-Frédéric VI  | Adolphe-Frédéric VI (17 juin 1882 – 23 février 1918)    | 1914 – 1918 | - Fils aîné du duc Adolphe-Frédéric V et d'Élisabeth d'Anhalt. - Il se suicide sans laisser d'enfants. En l'absence de son héritier le plus proche, son cousin Charles-Michel, la régence du duché est assurée par le grand-duc Frédéric-François IV de Mecklembourg-Schwerin. - Frédéric-François IV abdique le 14 novembre 1918. |

## Sources
- (en) & (de) Peter Truhart, Regents of Nations, K. G Saur Münich, 1984-1988  (ISBN 359810491X), Art. « Mecklenburg / Mecklenburg-Rostock + Werle Cap. Rostock », p.  2.429 ; Art. « Mecklenburg / Mecklenburg-Parchim », Art. « Mecklenburg / Mecklenburg-Wismar Cap. 1257 Wismar », p. 2430 ;  Art. « Mecklenburg / Mecklenburg-Güstrow + Werle-Goldberg + Waren »  p. 2431 ; Art. « Mecklenburg / Mecklenburg-Schwerin  (1483-1701 Güstrow) » p.2431-2432.
- Jiri Louda, Michael Maclagan Les Dynasties d'Europe « Héraldique et généalogie des familles impériales et royales » Bordas, Paris 1984,  (ISBN 2040128735)  chapitre 29 « Mecklembourg et Oldenbourg » p.219-222 tableau généalogique 111.